# Équipe d'Algérie masculine de handball aux Jeux olympiques d'été de 1996
L'équipe d'Algérie masculine de handball aux Jeux olympiques d'été de 1996 participe à ses 4e Jeux olympiques lors de cette édition 1996 qui se tient à Atlanta du 24 juillet au 4 août 1996 au Georgia World Congress Center (Hall G). Les finales ont eu lieu quant à elles au Georgia Dome.

## Présentation

### Qualification
Pour la zone Afrique, un  au tournoi triangulaire avec deux phases (matchs aller et retour) a eu lieu du 7 au 12 octobre 1995 au Caire en Égypte avec seulement trois équipes.
Parmi les résultats, on trouve :
- Vendredi 6 octobre 1995  :  Tunisie bat  Congo 20 à 10
- Samedi 7 octobre 1995 :  Algérie bat  Congo 33 à 11
- Dimanche 8 octobre 1995 :  Algérie et  Tunisie 15-15
- Lundi 9 octobre 1995 :  Algérie bat  Congo 29 à 14 ( mi-temps : 12 - 07).
- Mardi 10 octobre 1995 :  Congo et  Tunisie ??-??
- Jeudi 12 octobre 1995 :  Algérie et  Tunisie ??-??

Tous les résultats et le classement final ne sont pas connus, mais c'est bien l'Algérie qui est qualifiée pour les JO 96.

### Effectif
| Sélectionneur | Sélectionneur        | Salah Bouchekriou | Salah Bouchekriou | Salah Bouchekriou |
| N°            | Nom                  | Date de naissance | Taille / Poids    | Club              |
|               |                      |                   |                   |                   |
|               | Amar Daoud           | 22 août 1967      | 1,93 m / 90 kg    | Widad Amel Rouiba |
|               | Abdelghani Loukil    | 10 juin 1973      | 1,90 m / 82 kg    | MC Alger          |
|               | Redouane Aouachria   | 10 novembre 1969  | ?,?? m / ?? kg    | MC Alger          |
|               | Salim Nedjel         | 5 juin 1972       | ?,?? m / ?? kg    | MC Alger          |
|               | Nabil Rouabhi        | 15 mai 1966       | ?,?? m / ?? kg    | MC Alger          |
|               | Benali Beghouach     | 5 février 1967    | 1,86 m / 89 kg    | MC Alger          |
|               | Abdeldjalil Bouanani | 27 juillet 1967   | ?,?? m / ?? kg    | MC Alger          |
|               | Mahmoud Bouanik      | 1er janvier 1967  | 1,94 m / 87 kg    | MC Alger          |
|               | Rabah Gherbi         | 3 septembre 1970  | ?,?? m / ?? kg    | MC Alger          |
|               | Sofiane Khalfallah   | 14 décembre 1968  | ?,?? m / ?? kg    | MC Alger          |
|               | Salim Abes           | 17 octobre 1970   | ?,?? m / ?? kg    | MC Alger          |
|               | Karim El-Maouhab     | 18 octobre 1966   | ?,?? m / ?? kg    | MC Alger          |
|               | Redouane Saïdi       | 13 mai 1971       | 1,75 m / 82 kg    | Ahly Djeda        |
|               | Sofiane Lamali       | 31 janvier 1974   | 1,88 m / 90 kg    | MC Alger          |
|               | Achour Hasni         | 25 février 1972   | 1,90 m / 86 kg    | MC Alger          |
|               | Mohamed Bouziane     | 23 avril 1971     | 1,87 m / 87 kg    | ES Sahel          |

## Résultats

### Phase de groupe
L'Algérie évolue dans le Groupe B :
|     | Équipe    | Pts | J | G | N | P | Bp  | Bc  | Diff |
| --- | --------- | --- | - | - | - | - | --- | --- | ---- |
| 1er | France    | 8   | 5 | 4 | 0 | 1 | 145 | 114 | 31   |
| 2e  | Espagne   | 8   | 5 | 4 | 0 | 1 | 114 | 97  | 17   |
| 3e  | Égypte    | 6   | 5 | 3 | 0 | 2 | 113 | 103 | 10   |
| 4e  | Allemagne | 6   | 5 | 3 | 0 | 2 | 121 | 112 | 9    |
| 5e  | Algérie   | 1   | 5 | 0 | 1 | 4 | 95  | 117 | -22  |
| 6e  | Brésil    | 1   | 5 | 0 | 1 | 4 | 100 | 145 | -45  |

| 24 juillet 1996 16:15 | Égypte | 19 – 16  | Algérie | Georgia World Congress Center, Atlanta Arbitrage : |
| 24 juillet 1996 16:15 |        | (12–7)   | Redouane Saïdi 5 Mahmoud Bouanik 3 Benali Beghouach 2 Redouane Aouachria 2 Abdel Ghani Loukil 1 Salim Nedjel 1 Rabah Gherbi 1 Achour Hasni 1 | Georgia World Congress Center, Atlanta Arbitrage : |
| 24 juillet 1996 16:15 |        | ×4 ×5 ×1 | | Georgia World Congress Center, Atlanta Arbitrage : |

| 25 juillet 1996 11:45 | France | 33 – 22        | Algérie | Georgia World Congress Center, Atlanta Arbitrage : Oie et Hognes |
| 25 juillet 1996 11:45 | Stéphane Cordinier 1 Stéphane Joulin 5 Raoul Prandi 6 Frédéric Volle 4 Guéric Kervadec 3 Pascal Mahé 1 Philippe Schaaf 0 Denis Lathoud 0 Gaël Monthurel 0 Jackson Richardson 4 Stéphane Stoecklin 9 Christian Gaudin 0 | (13–10)        | Sofiane Lamali 5 Salim Nedjel 4 Redouane Saïdi 4 Redouane Aouachria 2 Benali Beghouach 2 Rabah Gherbi 2 Achour Hasni 1 Mohamed Bouziane 1 Salim Abes 1 | Georgia World Congress Center, Atlanta Arbitrage : Oie et Hognes |
| 25 juillet 1996 11:45 | | LA84 Olympedia | ×2 | Georgia World Congress Center, Atlanta Arbitrage : Oie et Hognes |

| 27 juillet 1996 10:00 | Espagne | 20 – 14 | Algérie | Georgia World Congress Center, Atlanta Arbitrage : |
| 27 juillet 1996 10:00 |         | (12–5)  | Sofiane Khalfallah 3 Salim Nedjel 2 Benali Beghouach 2 Sofiane Lamali 2 Mohamed Bouziane 2 Rabah Gherbi 1 Salim Abes 1 Abdel Ghani Loukil 1 | Georgia World Congress Center, Atlanta Arbitrage : |
| 27 juillet 1996 10:00 |         | ×2 ×4   | | Georgia World Congress Center, Atlanta Arbitrage : |

| 29 juillet 1996 21:30 | Allemagne | 25 – 23 | Algérie | Georgia World Congress Center, Atlanta Arbitrage : |
| 29 juillet 1996 21:30 |           | (13–12) | Redouane Saïdi 6 Redouane Aouachria 4 Abdel Ghani Loukil 4 Benali Beghouach 4 Salim Nedjel 3 Sofiane Lamali 1 Mohamed Bouziane 1 | Georgia World Congress Center, Atlanta Arbitrage : |
| 29 juillet 1996 21:30 |           | ×2 ×4   | | Georgia World Congress Center, Atlanta Arbitrage : |

| 31 juillet 1996 19:00 | Algérie | 20 – 20 | Brésil | Georgia World Congress Center, Atlanta Arbitrage : |
| 31 juillet 1996 19:00 | Abdel Ghani Loukil 5 Salim Nedjel 5 Mohamed Bouziane 4 Redouane Saïdi 2 Sofiane Lamali 1 Achour Hasni 1 Sofiane Khalfallah 1 Salim Abes 1 | (9–11)  |        | Georgia World Congress Center, Atlanta Arbitrage : |
| 31 juillet 1996 19:00 | ×3 ×5 ×1 |         |        | Georgia World Congress Center, Atlanta Arbitrage : |

### Matchs de classement
| 2 août 1996 11:30 | États-Unis  | 27 - 26 (tab)      | Algérie | Georgia World Congress Center, Atlanta Arbitrage : al Houli, Alenezi |
| 2 août 1996 11:30 | Brown 7     | (10 - 12, 22 - 22) | Redouane Saïdi 6 Salim Nedjel 5 Mohamed Bouziane 5 Abdel Ghani Loukil 4 Sofiane Lamali 3 Redouane Aouachria 2 Benali Beghouach 1 | Georgia World Congress Center, Atlanta Arbitrage : al Houli, Alenezi |
| 2 août 1996 11:30 | Tab : 7 - 6 |                    | | Georgia World Congress Center, Atlanta Arbitrage : al Houli, Alenezi |
| 2 août 1996 11:30 |             | ×2 ×6 ×1           | | Georgia World Congress Center, Atlanta Arbitrage : al Houli, Alenezi |

## Statistiques et récompenses

### Statistiques des joueurs
| Joueur             | Poule | Poule | Poule | Poule | Poule | Clas. | Total |
| ------------------ | ----- | ----- | ----- | ----- | ----- | ----- | ----- |
| Joueur             |       |       |       |       |       |       | Total |
| Redouane Saïdi     | 5     | 4     | 0     | 6     | 2     | 6     | 23    |
| Salim Nedjel       | 1     | 4     | 2     | 3     | 5     | 5     | 20    |
| Abdelghani Loukil  | 1     | 0     | 1     | 4     | 5     | 4     | 15    |
| Mohamed Bouziane   | 0     | 1     | 2     | 1     | 4     | 5     | 13    |
| Sofiane Lamali     | 0     | 5     | 2     | 1     | 1     | 3     | 12    |
| Benali Beghouach   | 2     | 2     | 2     | 4     | 0     | 1     | 11    |
| Redouane Aouachria | 2     | 2     | 0     | 4     | 0     | 2     | 10    |
| Rabah Gherbi       | 1     | 2     | 1     | 0     | 0     | 0     | 4     |
| Sofiane Khalfallah | 0     | 0     | 3     | 0     | 1     | 0     | 4     |
| Mahmoud Bouanik    | 3     | 0     | 0     | 0     | 0     | 0     | 3     |
| Achour Hasni       | 1     | 1     | 0     | 0     | 1     | 0     | 3     |
| Salim Abes         | 0     | 1     | 1     | 0     | 1     | 0     | 3     |
| TOTAL              | 16    | 22    | 14    | 23    | 20    | 26    | 121   |

## Navigation